# 天顶计划
天顶计划 （俄语：Зени́т, IPA：[zʲɪˈnʲit], 天顶）是苏联于1961至1994年期间进行的，发射一系列军用光学间谍卫星的计划。为了掩饰其军用性质，所有卫星均具有公开的宇宙号卫星系列编号。

## 简介
天顶系列卫星的基础设计与东方号载人飞船相似，均使用相同的返回舱与服务舱。天顶系列卫星具有一个重约2400千克（5300英磅）、直径2.3米（7.5英尺）的球形返回舱，内部包括摄像系统、胶片、回收信标、降落伞和一个自毁装置。除此之外，天顶卫星还具有一个包含电池、电子设备和导航系统的服务舱，和一具用于大气再入时进行减速燃烧的液体燃料火箭。在轨飞行期间的总长约为5米（16英尺），总重约为4600至4740千克（10140至10450英磅）。
与美国的日冕卫星不同，天顶卫星的返回舱将胶片与相机共同保存在一个恒温恒压的环境。这简化了设计与摄像系统的制造工艺，也导致了卫星的重量增加，但与此同时相机可以被重复使用。
早期的天顶卫星是使用东方号火箭发射升空的，更新版本则共同使用了东方号和联盟号火箭。首发卫星发射自拜科努尔航天发射场，后续的发射工作也使用了普列谢茨克航天发射场。
大部分天顶卫星运行于一个近地点约200公里（120英里）、远地点约250~300公里（160~220英里）的椭圆轨道。任务时长通常为8~15天。

## 历史
1956年，苏联政府颁布秘令，授权开发最终成为斯普特尼克3号卫星的“物件D”计划（斯普特尼克1号实则是物件D计划的副产品）。秘令的具体文本仍然在保密状态，但可以推测该秘令也同时授权了另一项计划——“物件OD-1”——用于空间光学侦查。
至1958年，当时苏联第一设计局正同期进行物件OD-1和物件OD-2（东方号载人飞船的早期设计版本）的设计工作。因为物件OD-1的研发中途遭遇了瓶颈，时任第一设计局局长谢尔盖·科罗廖夫开展了关于使用物件OD-2作为无人光学侦查卫星的探索工作。这也许是出于一种行政上的考虑，使得他可以避免设计局在物件OD-1上投入过多资源，让载人航天项目的工作得以继续进行。
尽管遭到军方的强烈反对，苏联政府依然对于科罗廖夫的研发方向展现了青睐，并于1959年5月22日和25日下达了秘令，要求在物件OD-2的基础上开展三种不同飞船的设计工作。其中飞船1K将是简化版的原型机，2K将是侦察卫星，而3K将成为载人飞船。该计划的命名“东方”（俄语：Восток）最初被用于全部三种飞船，但这个名字在1961年因为尤里·加加林的飞船名声大噪，所以“东方2号”侦察卫星就被重命名为“天顶2号”。
天顶卫星的第一次发射尝试开展于1961年12月11日，但火箭第三级运行出现错误，导致卫星启动自毁装置。第二次发射尝试——公开命名为宇宙4号——于1962年4月26日发射成功，并在三天后进行了大气再入。但是，姿控系统的一个错误导致最终只成功回收了少量有价值的照片；可用的照片最终分辨率是5-7米。1962年6月1日，第三次发射发生重大事故，一具8A92助推器在起飞时脱落并坠毁于发射台产生爆炸，发射载具的其余部分坠毁于300米之外。这个事故导致了一号发射工位的严重损伤，并使东方3号和东方4号的发射延期两个月。
直至1994年为止，因各种不同的侦察任务，也产生了许多不同型号的卫星。

## 衍生型号

### 天顶2号
天顶2号实际是在1961年发射的最初型号（不存在天顶1号）。
本型号的摄像设备配置不一，但是大部分任务均搭载四具焦距为1000毫米和一具焦距为200毫米的相机。其中，分辨率较小的200毫米相机旨在提供低分辨率照片，为高分辨率照片提供位置上的参考。
所有相机均携带有1500张底片，在200公里（120英里）轨道上空，每张底片可以包含60公里见方（37英里见方）的区域。声称的地表分辨率为10~15米（33~49英尺），然而也有非官方来源声称实际分辨率要远高于这个数字——其中一个来源声称这些照片甚至可以用于数算停车场上的车辆。相机的研发工作由位于莫斯科附近的克拉斯诺戈尔斯克光学仪器厂进行。这个工厂自1942年起就为军方提供各式光学设备，也同时是著名的天顶单反相机的制造地。
天顶二号卫星也搭载了名为库斯特-12M“树丛”的电子情报设备用于监听来自北约的雷达信号，并配有一具直径约为1米（3英尺3英寸）的抛物面天线。然而并不清楚这具天线是用于将记录的信号传输至地面，还是用于拦截雷达信号的。如果用于拦截，那么信号将被记录在搭载的磁带上并通过返回舱进行回收。
天顶2号共进行了81次发射，其中58次成功，11次部分成功。在12次失败的任务中，有5次是因为卫星发生故障，7次是因为发射载具发生故障。
首次任务：1962年，宇宙4号。末次任务：1970年，宇宙344号。

### 天顶2M
天顶2M是基于天顶2号的改进型。改进内容包括增加一具相机，和额外的太阳能电池板。随着卫星总量的增加至6300千克，发射载具变更为上升号火箭和联盟号火箭。与天顶2号相同，这两个型号均搭载有电子情报设备。
首次任务：1968年，宇宙208号。末次任务：1978年，宇宙1044号。

### 天顶4号
与天顶2号不同，天顶4号的公开信息较少。天顶4号主要用于获取高精度照片，搭载一具3000毫米焦距相机和一具200毫米焦距相机。因主相机焦距大于返回舱直径，相机的设计中加入了镜面以对光路进行折叠。具体地表分辨率尚不明确，但是据信可以达到1~2米。
天顶4号重约6300千克，比天顶2号要重1800千克，所配置的发射载具是上升号火箭。天顶4号卫星一共进行了76次发射任务。
首次任务：1963年，宇宙22号。末次任务：1970年，宇宙355号。

### 天顶4M
天顶4号的改进版。天顶4M新增了相机、太阳能电池板、具有重复点火能力的引擎，以使卫星在任务期间具有变轨能力。任务时长为13天。
首次任务：1968年，宇宙251号。末次任务：1974年，宇宙667号。

### 天顶4MK、天顶4MKM
这些型号也许是天顶4号专门针对低轨道飞行任务的衍生型，以用于改善照片精度。有消息指出设备作出了精简来补偿气动阻力并承受气动加热的影响。
首次任务：1970年，宇宙371号。末次任务：1980年，宇宙1214号。

### 天顶4MT
天顶4M的特殊版本，用于光学地表测绘。 它装有SA-106地形相机、激光高度计和多普勒仪。
首次任务：1971年，宇宙470号。末次任务：1982年，宇宙1398号。

### 天顶6U
一种天顶卫星的通用版本，可同时满足低轨道高精度任务和高轨道一般观测任务。所有飞行都使用联盟号火箭，共进行了96次发射。
首次任务：1976年，宇宙867号。末次任务：1985年，宇宙1685号。

### 天顶8号
天顶8号是被设计用于军事制图摄影的。使用联盟号运载火箭，在拜科努尔和普列塞茨克两个发射场均有进行发射。在轨时长期限为15天。一些类似的卫星设计被命名为“资源号-DK1”卫星。
首次任务：1984年，宇宙1571号。末次任务：1994年，宇宙2281号。
宇宙2281号也是最后一次天顶卫星飞行任务。
随着天顶计划的结束，一颗天顶8号卫星作为测试星参与了联盟2号运载火箭的首飞。卫星被注入亚轨道，并按计划在发射后不久坠入了太平洋。.